# Concert per a piano núm. 6 (Mozart)
El Concert per a piano núm. 6 en si bemoll major, K. 238, fou escrit per Wolfgang Amadeus Mozart el gener de 1776. Consta de tres moviments:
1. Allegro aperto
2. Andante un poco adagio
3. Rondeau: Allegro

Està instrumentat per a dues flautes, dos oboès, dues trompes, piano solista i corda.